# Navojský vilájet
Navojský vilájet je jeden z vilájetů (regionů) Uzbekistánu. Leží ve střední až severní části země a jeho hlavním městem je Navoiy. Z hlediska rozlohy jde o druhý největší region v zemi po Karakalpakstánu (vzhledem k tomu, že je Karakalpakstán autonomní republika, je Navojský vilájet navíc největším vilájetem). Region nese svůj název po Alíšeru Navoíovi. V roce 2022 zde žilo 1 033 857 obyvatel, z nichž asi 51 % žilo na venkově. Návojský vilájet sousedí s Kazachstánem, Džizzackým vilájetem, Samarkandským vilájetem, Bucharským vilájetem a autonomní oblastí Karakalpakstán.
Velkou část regionu zaujímá poušť Kyzylkum. Město leží v oblasti se semiaridním kontinentálním podnebím, nicméně relativně hojně se zde pěstuje bavlna a pasou Karakulská ovce. Nachází se zde celá řada přírodních zdrojů, zejména ropa a zemní plyn, ale také například zlato. V regionu se nachází osm okresů a celkem sedm měst.